# Kings Weston House
 Kings Weston House es una finca en Kings Weston Lane, Kingsweston, Bristol, Inglaterra.

## Historia

### Antes de Vanbrugh

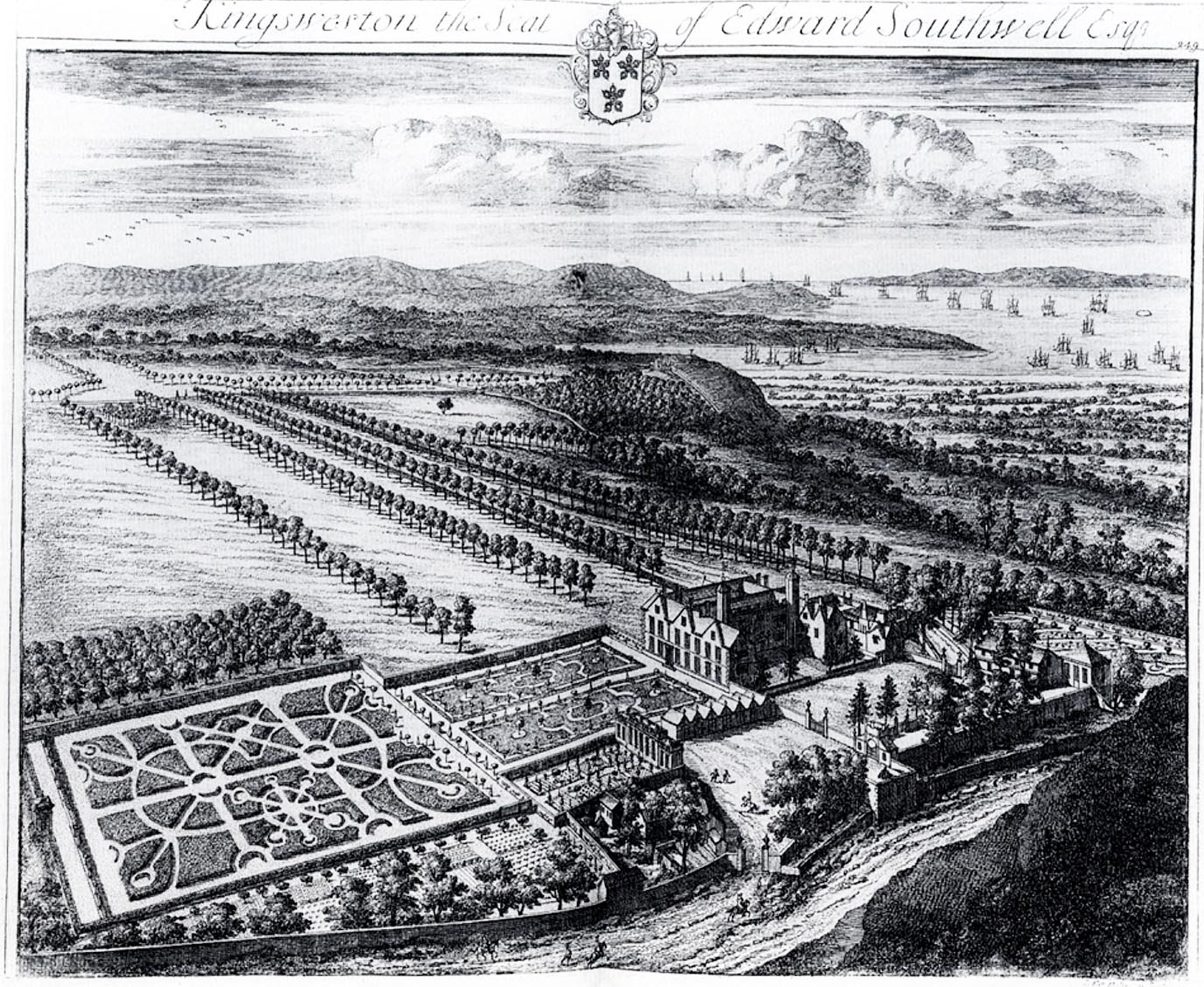
Vista de Kip de la finca con su casa anterior.

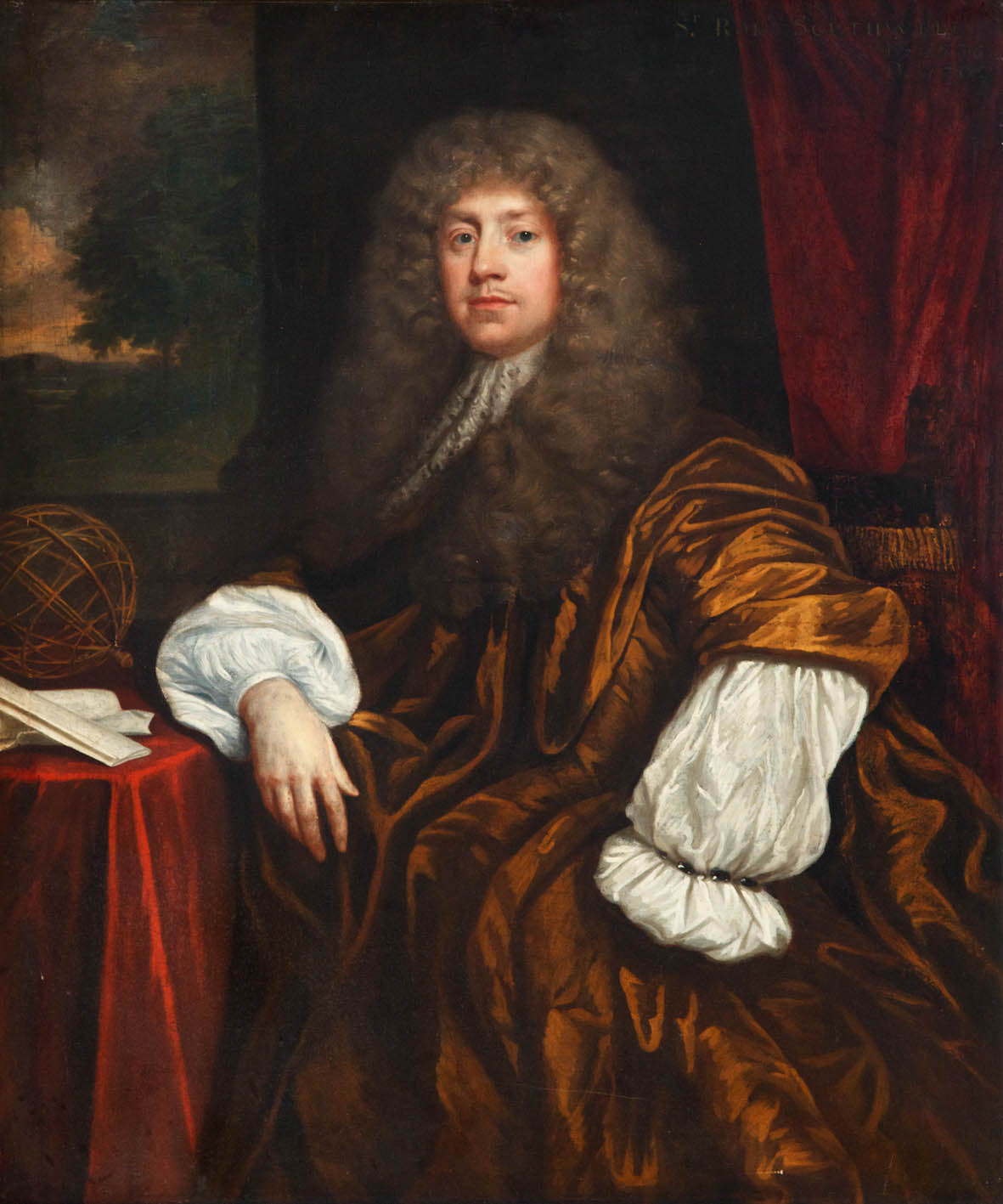
Sir Robert Southwell en una pintura de Kneller colgada en Kings Weston House

Sir Robert Southwell compró la finca de Kings Weston a Humphrey Hooke, un comerciante de Bristol, en 1679. En 1712 se publicó una vista panorámica de la finca de Johannes Kip en The Ancient and Present State of Glocestershire de Robert Atkyns . Mostraba lo que parece ser una casa Tudor tardía, con un diseño similar al del edificio actual, con un patio de entrada de tres lados.
El parque que rodeaba la casa era extenso. Una avenida se extendía hacia el suroeste y había parterres formales al sureste. La ilustración de Kip también muestra una casa de banquetes, que sobrevivió como una ruina hasta 1966, cuando fue destruida por vándalos. Un dibujo arquitectónico fechado en 1707 lo describe como 'después del modelo del duque de Ormonds en Richmond', y constaba de dos pisos, el inferior un espacio de trabajo y el superior que servía como comedor. Porque el edificio estaba en una pendiente pronunciada. ambos pisos eran accesibles desde el nivel del suelo y la fachada sur constaba de un solo piso. Esta fachada sur se construyó con ladrillos rojos colocados en enlace flamenco con uniones excepcionalmente finas, que consta de un poco menos de 1/16 pulgada de masilla de cal apagada.

### Vanbrugh

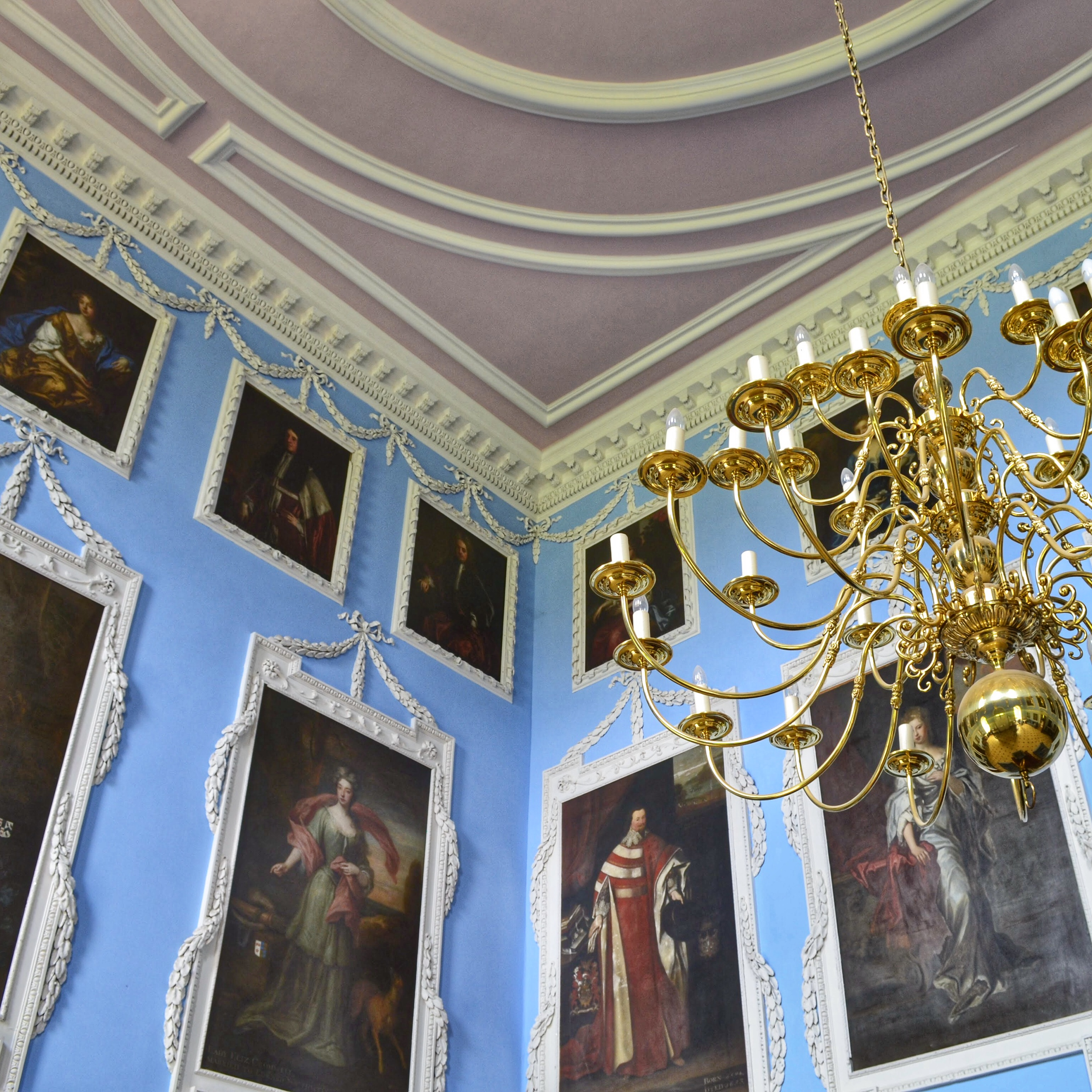
Retratos de varios miembros de la familia Southwell cuelgan en el vestíbulo de entrada de Kingsweston House

El edificio actual fue construido entre 1712 y 1719,  diseñado por Sir John Vanbrugh para Edward Southwell en el sitio de lacasa Tudor anterior. Vanbrugh usó parte de los viejos cimientos en su reconstrucción, además de conservar algunos de los muros antiguos y la escalera de una de las torretas que estaban en los ángulos del patio de entrada, aunque esa escalera fue derribada más tarde. 
La nueva edificación fue remodelada entre 1763-1768 por Robert Mylne y nuevamente entre 1845 y 1850 por Thomas Hopper. Una característica arquitectónica significativa es la agrupación de todas las chimeneas en una enorme galería. La finca de Kings Weston posee una de las mayores colecciones de edificios diseñados por Sir John Vanbrugh en el Reino Unido. Mientras que la casa y la mayoría de los edificios de la finca todavía están en pie, otros han sido demolidos o alterados en gran medida. Bristol es la única ciudad del Reino Unido fuera de Londres que posee edificios diseñados por Vanbrugh.
La casa pasó por varias generaciones de la familia Southwell hasta que la propiedad se vendió en 1833 a Philip John Miles por 210.000 libras esterlinas y se convirtió en la sede de la familia. Durante la Primera Guerra Mundial, la casa se convirtió en un hospital, aunque continuó como hogar familiar hasta 1935 cuando, a la muerte de Philip Napier Miles, fue subastada y comprada por Bristol Municipal Charities y arrendada a la autoridad educativa para su uso como una escuela. Más tarde se convirtió en la Escuela de Arquitectura de Bristol Technical College que más tarde se convirtió en la Escuela de Arquitectura de la Universidad de Bath. En 1970, Bristol Corporation obtuvo una subvención del 50% del Ministerio del Interior y compró la Casa por 305,000 libras para establecer un Centro de Capacitación Policial para la Policía de Bristol y se utilizó como tal hasta 1995. Luego fue abandonado durante cinco años y entre 2000 y 2012 fue arrendado al Ayuntamiento de Bristol y parcialmente restaurado como un Centro de Negocios y Conferencias por el empresario local John Hardy.  Desde de abril de 2011, el contrato de arrendamiento de Kings Weston House se puso en el mercado por 2 millones de libras esterlinas. Tras un breve período de cierre al público, la casa se vendió a un nuevo arrendatario, el empresario local Norman Routledge en diciembre de 2012. Desde entonces, la casa ha sido completamente renovada y ha vuelto a abrir como lugar de conferencias y bodas, así como como residencia comunitaria.
El Grupo de Acción Kings Weston se creó para "proteger la finca Kings Weston, luchar por su futuro y proteger su pasado". Fue formado por un grupo de voluntarios formado por gente local, usuarios del parque y profesionales interesados en la conservación del parque paisajístico histórico registrado de Grado II y la casa catalogada de Grado I.  El grupo se estableció después del anuncio de la venta de la casa catalogada como Grado I y el reconocimiento de que la condición de los terrenos ajardinados en la propiedad del Ayuntamiento de Bristol se encontraba en un estado avanzado de deterioro y con una necesidad urgente de conservación.

## Edificios actuales

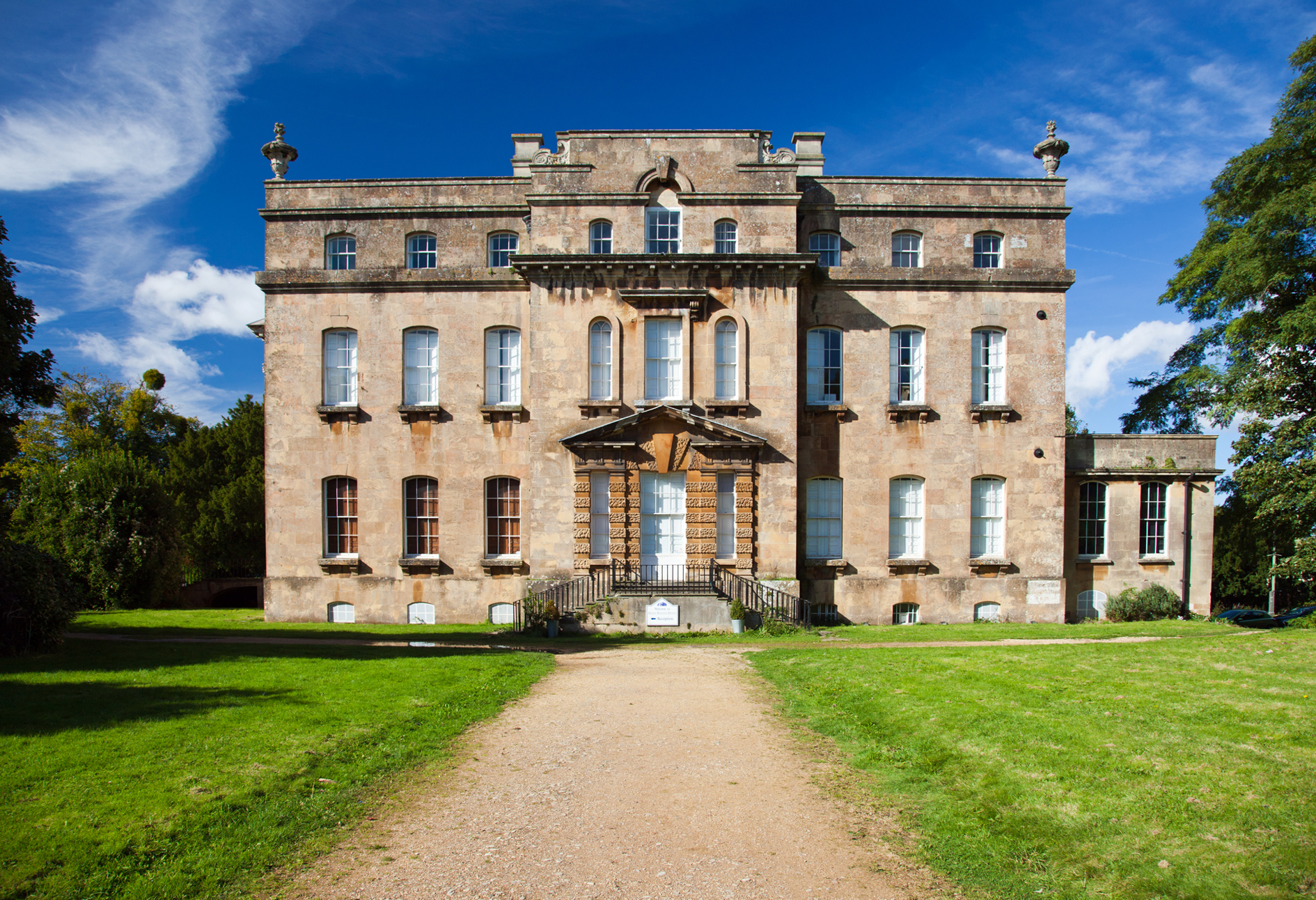
El frente sureste o 'jardín'

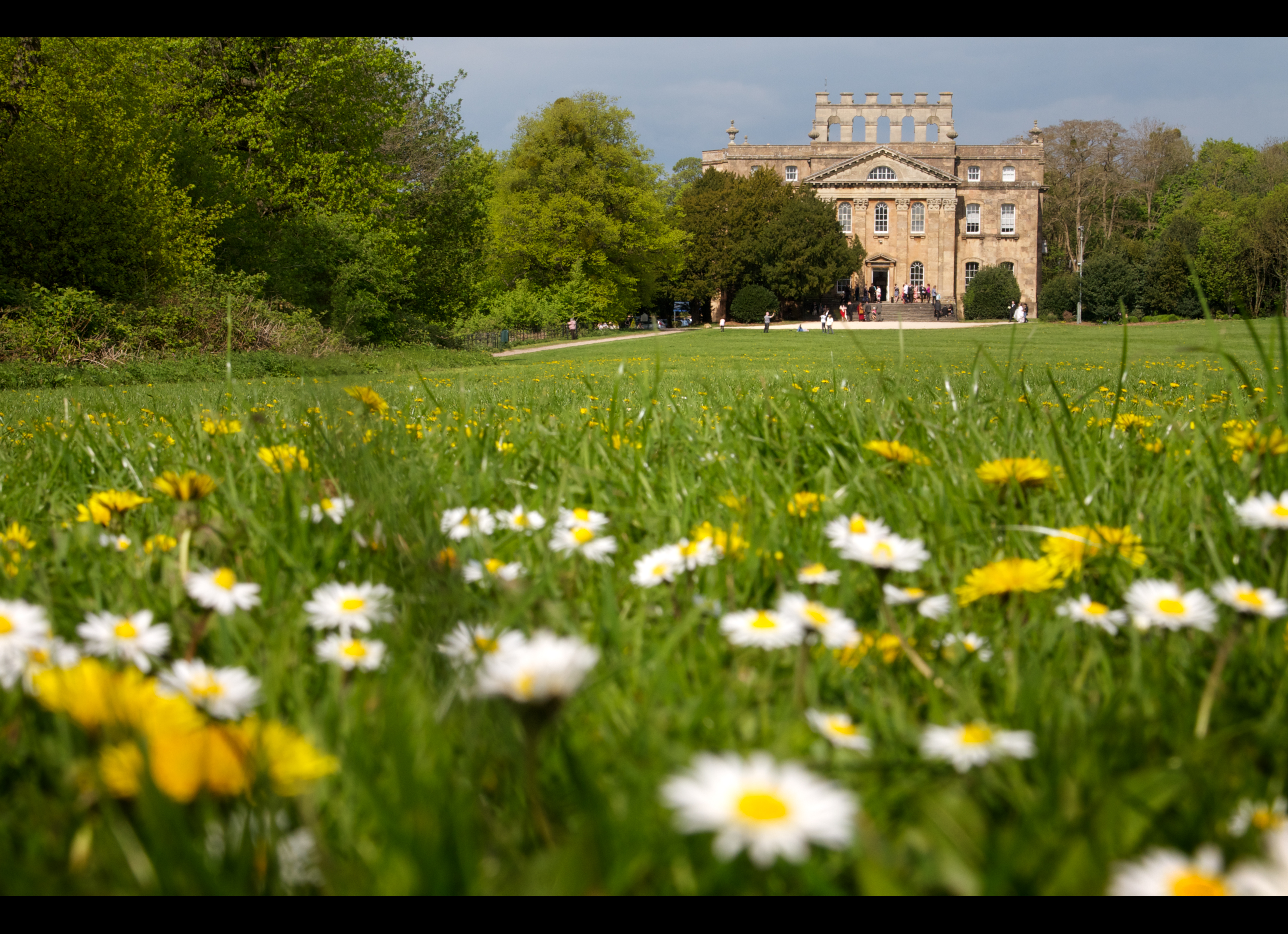
Entrada de Kings Weston House frente al césped

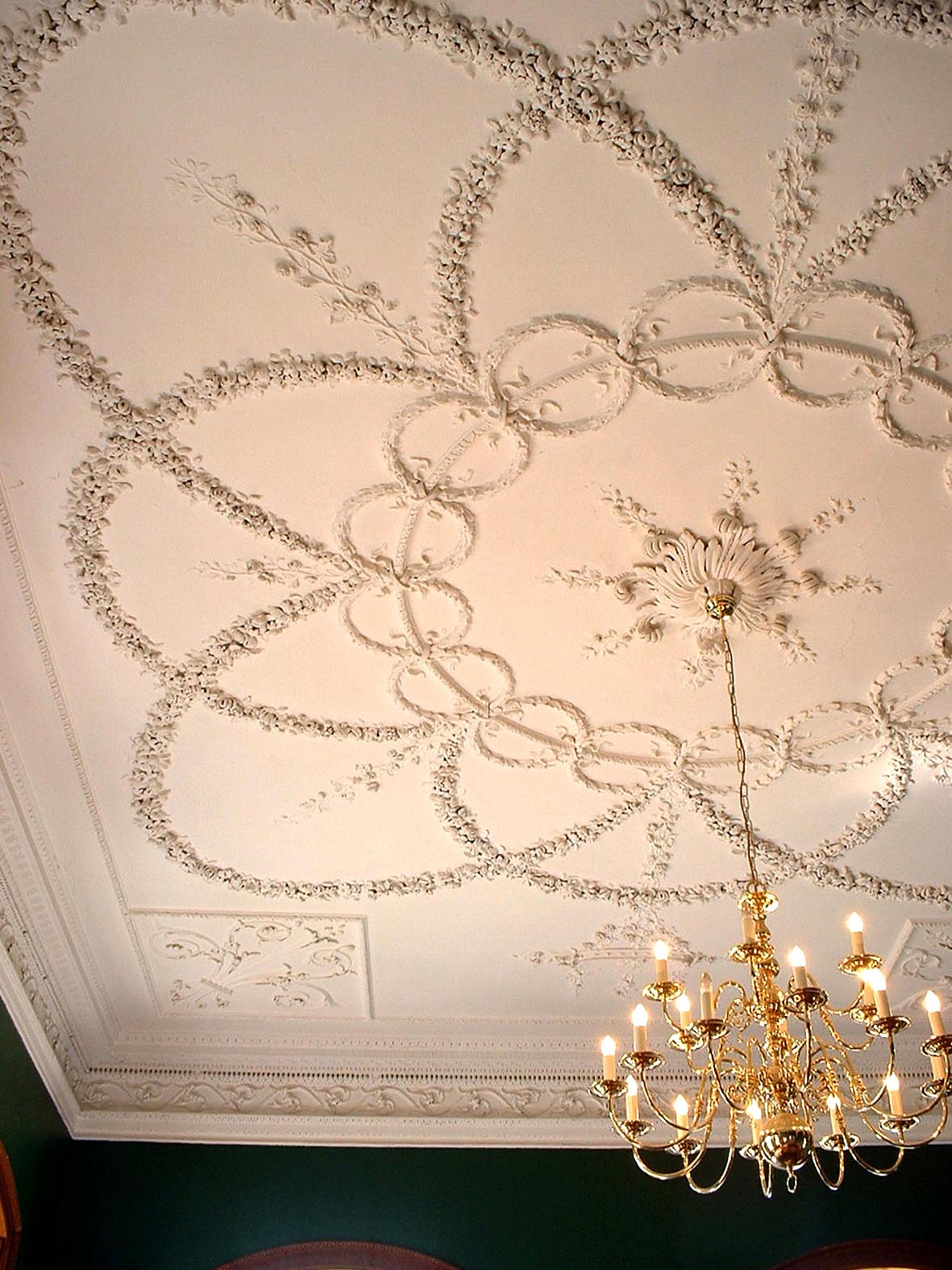
Techo del salón en Kings Weston House diseñado por Robert Mylne y yeserías ejecutadas por Thomas Stocking en la década de 1760

El 29 de abril, Edward Southwell escribió en su diario de Kings Weston "Hay más de 60 hombres preparando piedras y cavando los cimientos de la nueva casa"  y el 16 de junio de 1712 comenzó formalmente la construcción de la nueva casa por John Vanbrugh. Su cliente, Edward Southwell, no deseaba una casa a una escala monumental. El resultado fue una de las casas más pequeñas de Vanbrugh. También  su estilo es más severo, obteniendo un alto drama arquitectónico por la disposición bien juzgada de elementos que son pocos en número y simples en su naturaleza. El exterior de la casa estaría terminado en 1717, por la fecha del contrato de uno de los jarrones de parapeto. El interior habría estado prácticamente terminado en 1719, cuando se elaboró el diseño de las incrustaciones en los descansillos de las escaleras. Desde entonces, dos de las fachadas han sido remodeladas por Robert Mylne, quien remodeló el interior en la década de 1760. La piedra, que se extrajo en el sitio, originalmente era de color ocre, pero se ha degradado a un rosa anaranjado.
La arcada formada por la unión de las chimeneas, que se eleva por encima del techo, es una característica externa notable del edificio, recuerda a los miradores del Palacio de Blenheim y produce un "aire de castillo". Tiene forma cuadrada y se abre hacia el noreste. La estructura actual es el resultado de una reconstrucción en 1968, utilizando piedra de Bath.
El frente de entrada, en el suroeste, tiene un cuerpo central con seis pilastras corintias, con las de cada lado emparejadas para producir tres tramos, cada uno de los cuales contiene una ventana de arco redondo. El frontón tiene una luneta central, y cada lado consta de dos vanos en los que las ventanas tienen amplios marcos planos. Hay cuatro jarrones de parapeto. Los escalones originalmente tenían muros de flanco bajos perpendiculares a la fachada, que fueron eliminados en la remodelación posterior.
En la fachada sureste, el cuerpo central tiene un frente de templo dórico con frontón abierto, que rodea el portal. El centro tiene un ático como piso superior, coronado por una pista de bloqueo con soportes enrollados en cada extremo. Se preparó un diseño con frontón para este frente, pero se nunca se construyó. Aunque la única decoración es la oxidación de las pilastras del templo dórico, se logra un efecto notablemente rico.
Las fachadas noreste y noroeste del diseño original de Vanbrugh estaban completamente sin decoración, y la consiguiente falta de atractivo pudo ser la razón por la que fueron destruidas en gran parte en remodelaciones posteriores.
La fachada noroeste de Vanbrugh consistía en una sola superficie plana, en la que una ventana veneciana en cada piso llenaba el espacio central entre dos proyecciones poco profundas. Quizás para mejorar la vista hacia Avonmouth, Mylne remodeló el centro con un ventanal inclinado, en desacuerdo con la rigidez del diseño general de la casa de Vanbrugh, en el que todos los planos eran paralelos o perpendiculares a las paredes. En el noreste, la pared se movió hacia adelante durante la remodelación del siglo XIX, destruyendo una alineación estéticamente significativa entre las proyecciones de la pared y la ruptura en la arcada del techo, que había estado presente en el diseño de Vanbrugh.
Tal como estaba después de la finalización del diseño de Vanbrugh, los visitantes del edificio se habrían encontrado por primera vez un enorme salón de entrada, de dos pisos de altura. Más allá se encontraba un hall de escalera de tres pisos de altura, con aberturas arqueadas al salón de entrada a la altura del primer piso, de modo que la parte superior del salón de entrada se podía ver desde su interior. Estos arcos se rellenaron como parte de la remodelación de Mylne, que aunque aumentó la comodidad y el encanto, redujo el drama espacial. El espacio adicional de la pared en el salón de entrada fue diseñado para exhibir la colección de retratos ancestrales heredada recientemente de Southwell, y Thomas Stocking fue empleado para ejecutar un esquema de enmarcado de yeso para estos según el diseño de Mylne. Un piso de mármol a cuadros en blanco y negro y una chimenea de John Devall también se agregaron al salón de entrada en este momento.

### Dependencias

#### Cervecería

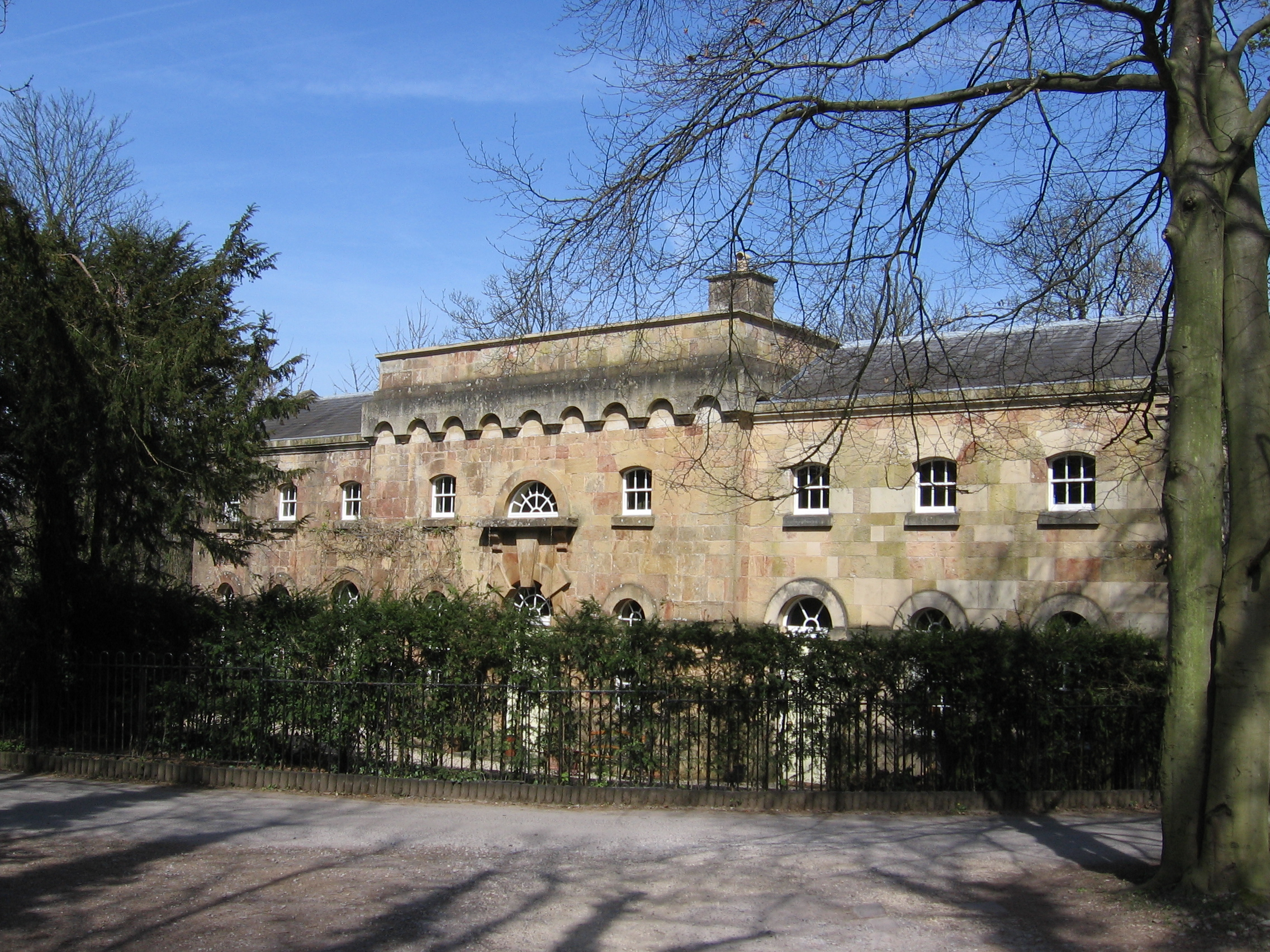
La cervecería

La cervecería, de Vanbrugh, se puede fechar, sobre la base de que no muestra influencia palladiana, en 1718 o antes. Características tales como la enorme piedra angular, colocada sobre una puerta arqueada, y la ventana de luneta prominente en la parte superior, son típicas del estilo de Vanbrugh. La arcada de matacanes a través del parapeto moldeado del centro es una característica exclusiva de Vanbrugh en esta fecha, también se encuentra en el castillo de Vanbrugh, y es un ejemplo precoz del Renacimiento gótico .

#### The Echo

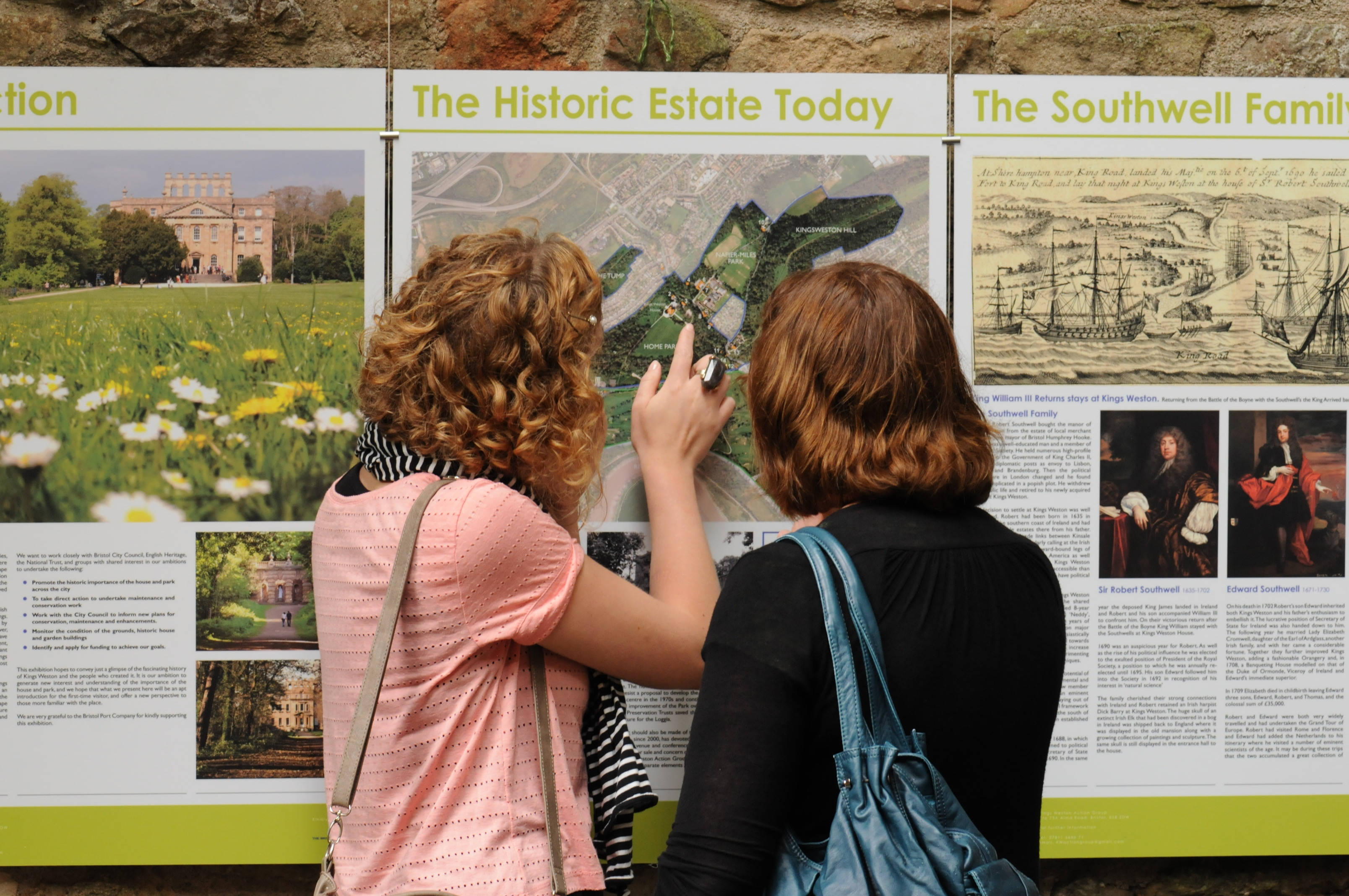
Una exposición de la historia de la finca de Kings Weston celebrada en el Echo en septiembre de 2011

The Echo es una logia al final del eje sureste del edificio, con una fachada de cuatro pilares de mampostería rusticada, de los cuales se proyectan hiladas alternas y vermiculadas, Tiene grandes claves vermiculadas en las cabeceras de los tres arcos. . Se atribuye a Vanbrugh, sus características son casi idénticas a un diseño de Vanbrugh de 1722 para un solo arco.

#### Logia para banquetes

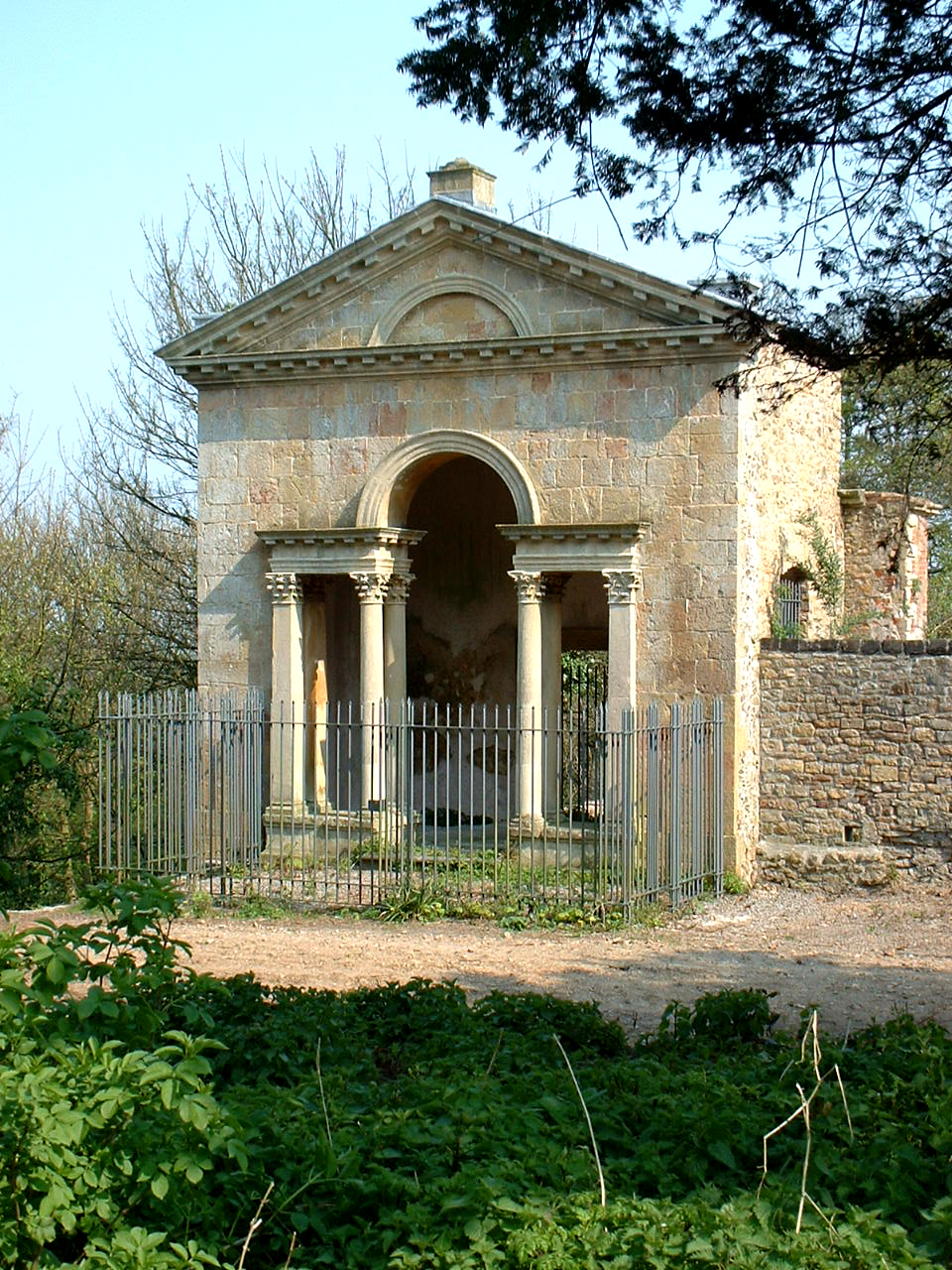
La Logia antes de su conversión a casa particular en 2002

La logia se agregó a una casa de banquetes preexistente que data de 1705. El nuevo frente de Vanbrugh giró ese eje del edificio noventa grados para que se relacionase con la casa principal hacia el suroeste y la Gran Terraza que proporcionaba un largo paseo hacia el bosque más allá. Los diseños de la logia datan de entre 1716 y 1720 y existen dibujos del edificio tanto en las colecciones de la Oficina de Registros de Bristol como en el Victoria and Albert Museum.

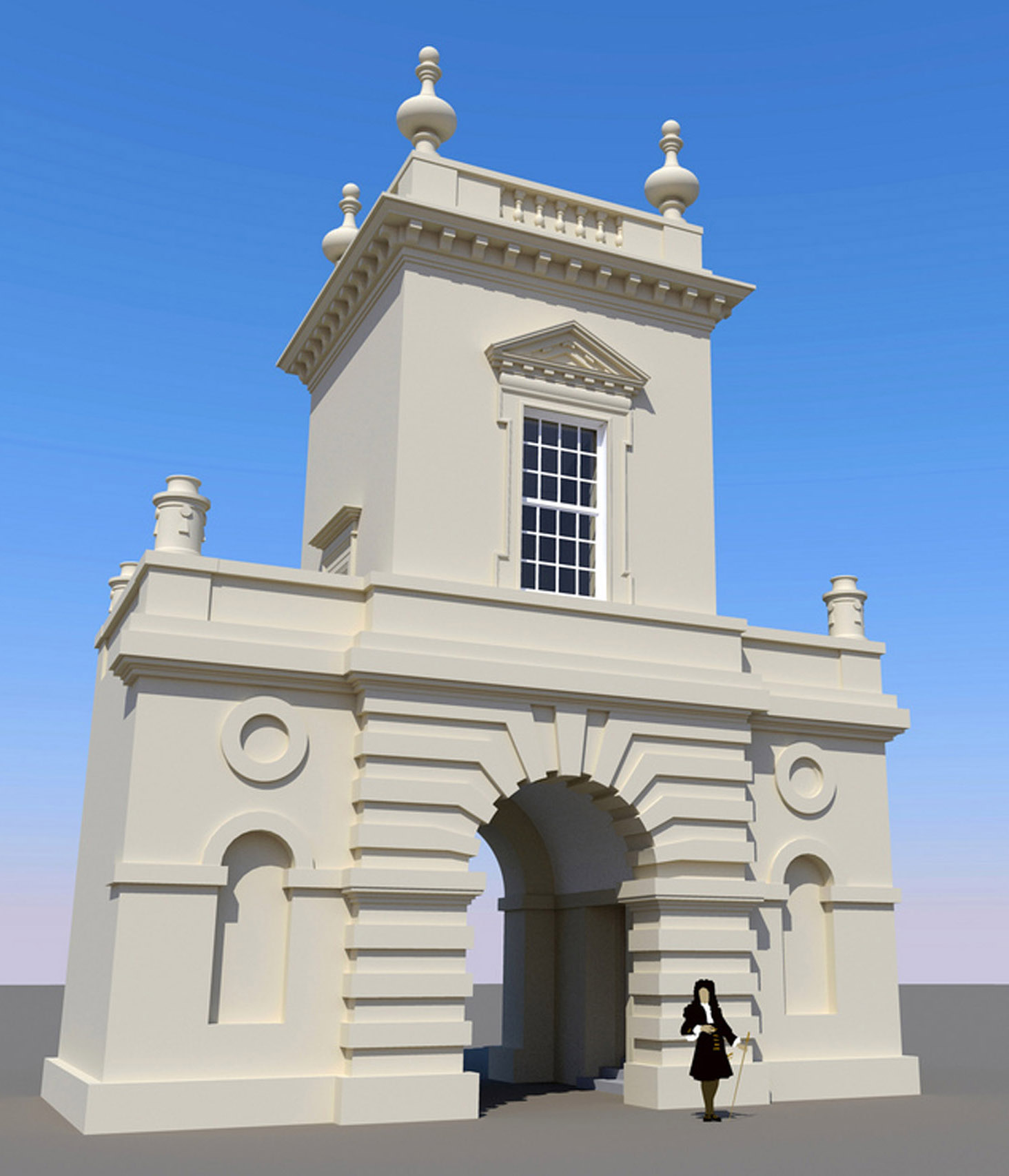
Penpole Lodge por Sir John Vanbrugh alrededor de 1724. Reconstrucción en 3D por Kings Weston Action Group

#### Logia Penpole
Existen varios diseños para este edificio que estaba ubicado en el extremo más alejado de la finca de Kings Weston hacia el oeste y actuó como un punto de atracción desde la casa y un mirador para ver los barcos que llegaban al estuario de Avon y Severn. Aunque existe un diseño atribuido a Colen Campbell, es sin duda el diseño final de Vanbrugh que se construyó alrededor de 1724. El edificio tomó la forma de un arco sobre el cual había una pequeña habitación, a veces referida como la "sala de desayunos".
Después de que la finca se vendió en la década de 1930, el albergue quedó abandonado y fue demolido por el Ayuntamiento de Bristol en 1952, aunque el edificio no se eliminó por completo. En 2012, Acción Kings Weston limpió las paredes y el área circundante para poder tener una idea de la escala del edificio original.

#### Kingsweston Inn
Existen suficientes dibujos de Kingsweston Inn para que este edificio al sureste de la casa principal sea atribuido a Vanbrugh. Una serie de bocetos en la Oficina de Registro de Bristol titulada "casa de cerveza" se compara casi exactamente con las dimensiones construidas de la antigua posada. La posada fue reconstruida en gran medida en el siglo XIX y se extendió hacia el sureste. La posada cerró a principios del siglo XX y el edificio fue reconvertido en varias casas; que siguen habitadas hoy día.

#### Cabaña del herrero

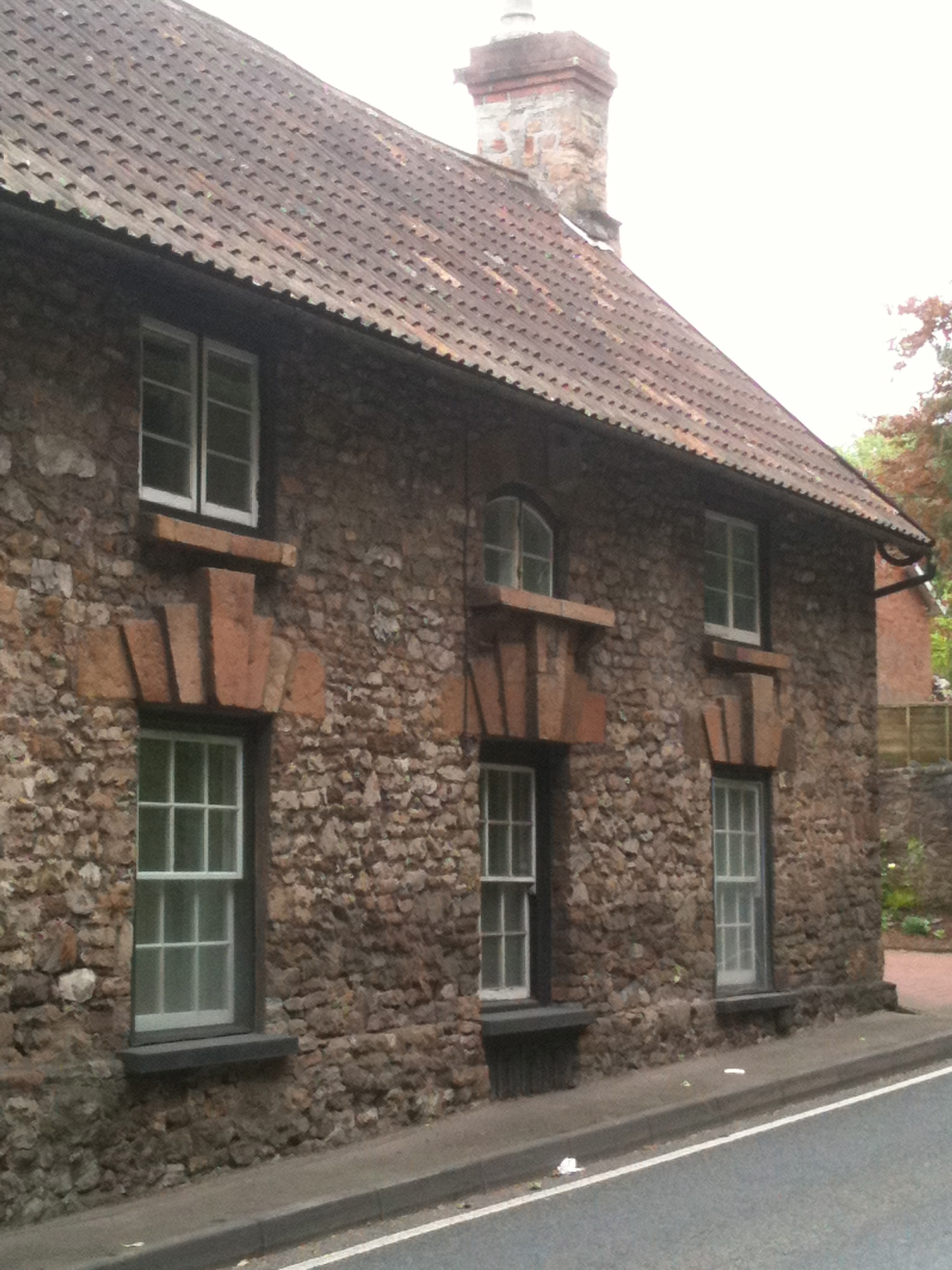
Antigua casa de campo del herrero en Kingsweston Lane. Atribuido a Vanbrugh

Este edificio tiene todas las características de haber sido diseñado por Vanbrugh, aunque no hay evidencia documental que lo respalde. Se sabe que el edificio existía en 1720 y muestra una serie de características de diseño empleadas por Vanbrugh. El edificio se utilizó como herrería y cabaña en 1772; un uso para el cual el edificio pudo haber sido diseñado.

#### Establos y huertas

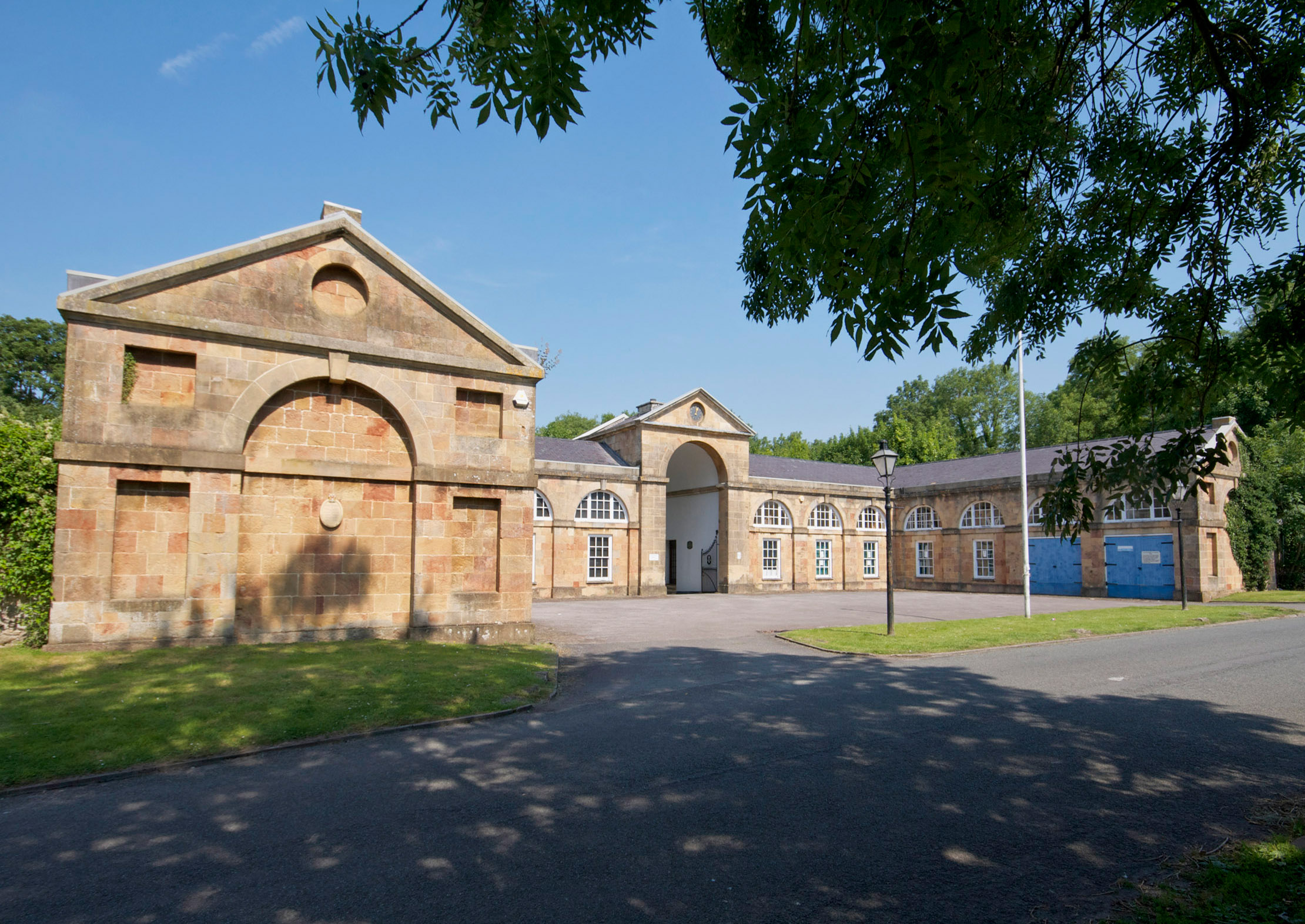
Establos de Kings Weston diseñados por Robert Mylne en 1763

El complejo de establos y huertas fue ideado por Edward Southwell III, que ya estaba haciendo planes durante el Grand Tour entre 1759 y 1762. Robert Mylne estaba estudiando en Roma cuando Southwell lo visitó y es posible que la pareja se haya conocido allí antes del compromiso de Mylne en los diseños detallados de los edificios estables en 1763. Los establos se anotan en los diarios de Mylne, ahora guardados en la Biblioteca de la RIBA, como comenzados en 1763. Toda la extensa zona de huertas, establos, pabellones de alojamiento y un gran estanque cuadrado se ejecutan en un solo diseño unificado. Los establos están ubicados en el lado norte de Napier Miles Road y se colocaron un gran invernadero y patios a ambos lados. Más tarde se añadió una casa de hielo.
Al sur de la carretera, se dispuso una serie de jardines amurallados rodeando un estanque cuadrado que reemplazó a un estanque de caballos anterior. El estanque era parcialmente ornamental, pero tenía una variedad de usos prácticos, incluido el mantenimiento de peces, el suministro constante de agua a los jardines y el hielo en el invierno, y el lavado de caballos y carruajes mediante rampas de acceso al nivel del agua.
En 1938, House in the Garden se construyó en el centro de los jardines amurallados para la viuda Sybil Miles (de soltera Gonne) cuando se vendieron Kings Weston House y gran parte de la propiedad. La casa y los jardines amurallados al sur de la carretera son ahora parte de la Escuela Especial Kingsweston. Después de un período prolongado de deterioro, se propuso la demolición de los establos en 1958. Después de una campaña local se salvaron y la policía de Bristol los reformó para crear una comisaría que abrió en 1960.
En 1954, la Bewys Cross medieval se trasladó de su ubicación al norte de Napier Miles Road a una nueva posición junto al estanque. Se cree que la cruz fue llevada a la finca de Kings Weston desde su ubicación original cerca de la desembocadura del Avon en el siglo XIX.
Los establos y pabellones son un ejemplo temprano de arquitectura neoclásica y son particularmente importantes en el contexto de la ciudad de Bristol. Los jardines y pabellones amurallados, y la casa de hielo están en el Registro de Patrimonio en Riesgo, mientras que los establos tienen planeada su conversión en casas.

#### Shirehampton Lodge
Quedan cinco de los seis albergues originales en los puntos de entrada a Kings Weston Estate; Henbury Lodge, Park Lodge, Home Lodge, Wood Lodge y Shirehampton Lodge. Penpole Lodge fue demolido en 1952. Todos los alojamientos restantes están clasificados como de grado II.
De los cinco restantes, Shirehampton Lodge en Park Hill es el más ambicioso desde el punto de vista arquitectónico y puede atribuirse a Robert Mylne, quien trabajó en otra parte de la finca para la familia Southwell. El edificio tiene un pórtico sobre cuatro columnas dóricas romanas y una puerta que una vez cerró Park Hill antes. Aunque no hay menciones específicas al albergue en el diario de Mylne, puede ser el "albergue y salón de té" mencionado como su último trabajo de diseño Kings Weston en 1768 que "hizo un regalo" a Edward Southwell. Shirehampton Lodge se parece mucho a edificios similares diseñados por Mylne como posadas de guardianes de puentes en Gloucester y Sharpness Canal .

## Los jardines

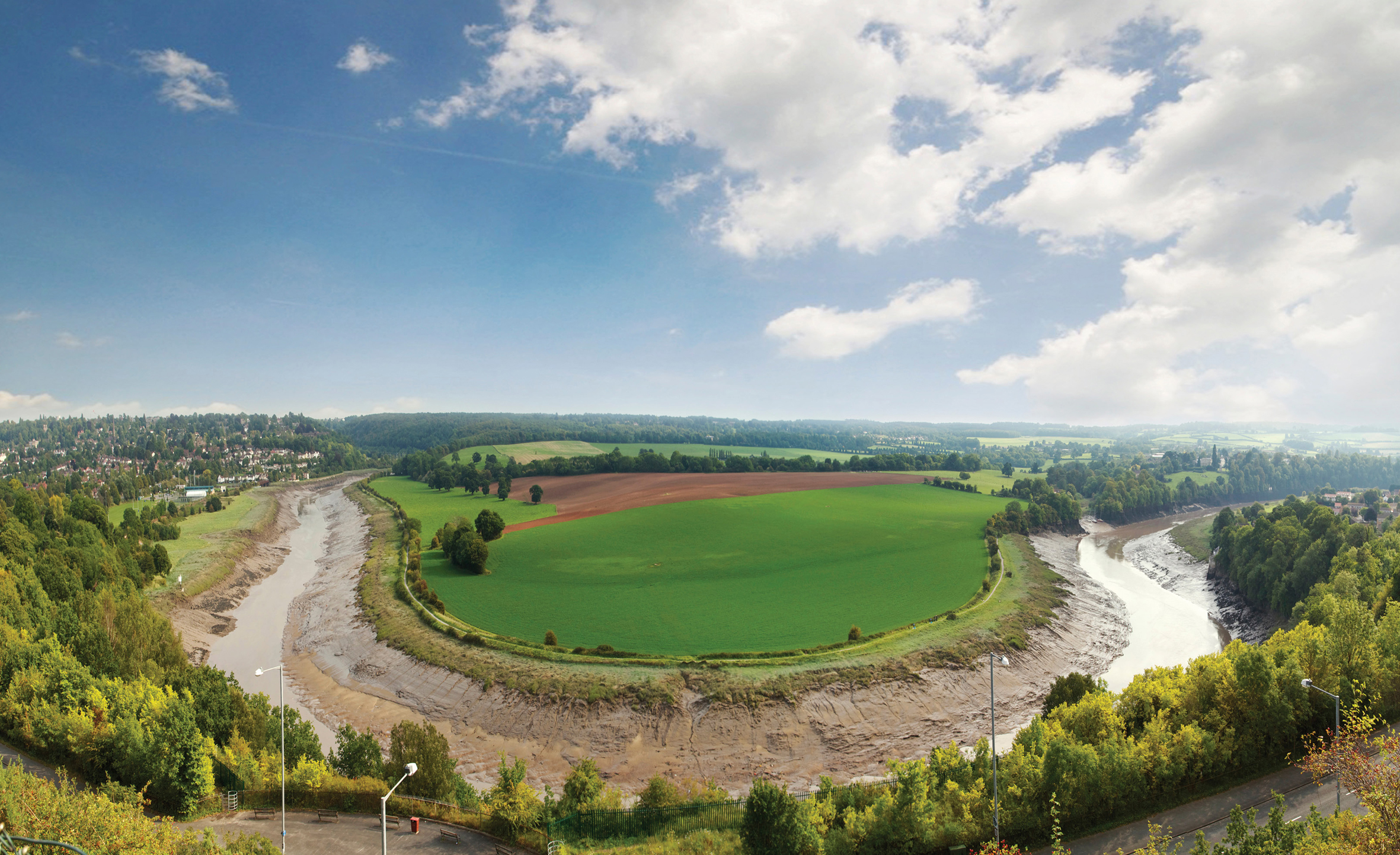
Vista al sur a través de Avon desde el área de Shirehampton Park de Kings Weston Estate

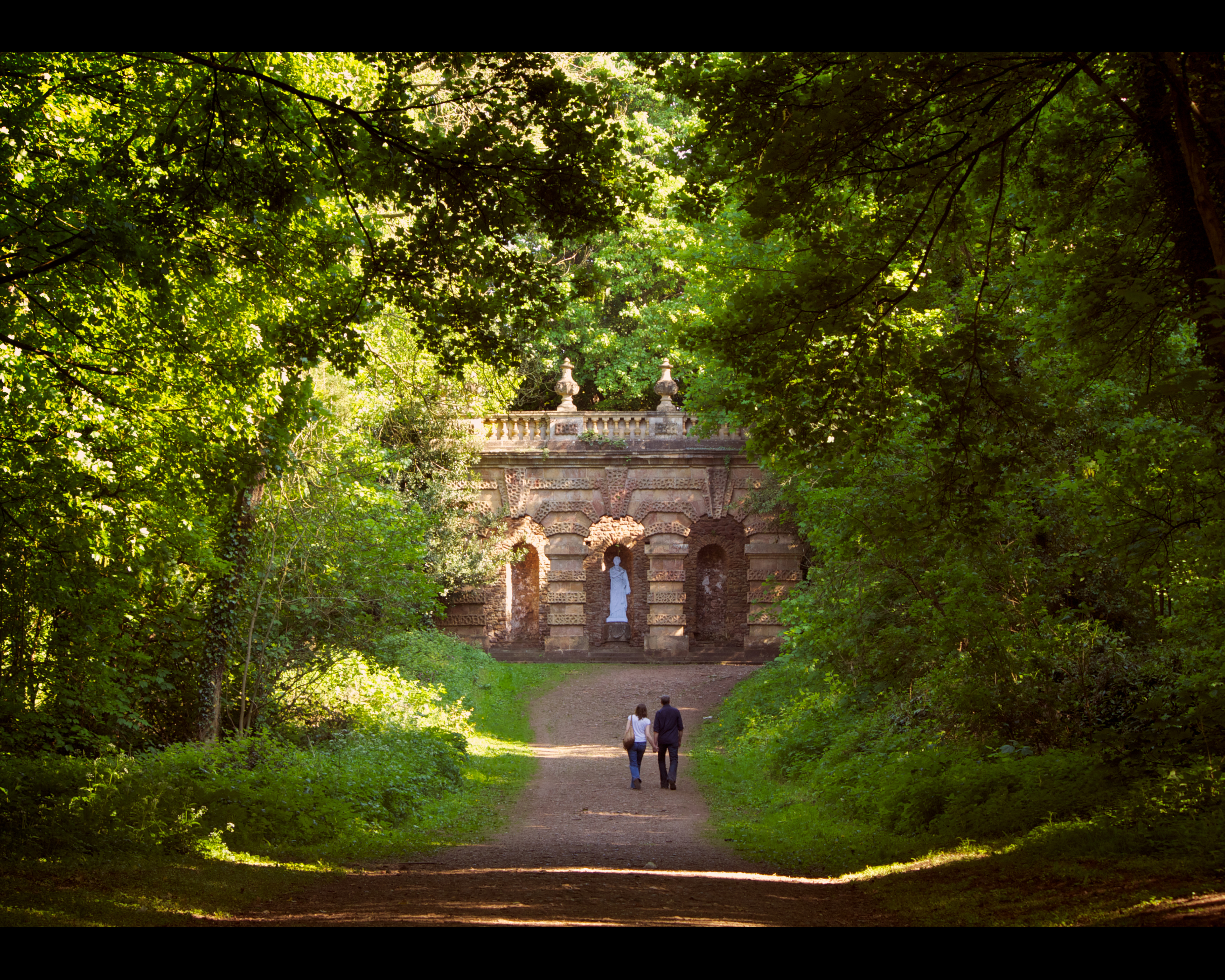
Vista del pabellón Echo de Vanbrugh que muestra una réplica temporal de la estatua perdida en el centro

Kings Weston es un paisaje histórico registrado y está protegido con una lista de grado II en el registro de parques y jardines históricos de especial interés histórico en Inglaterra . Partes suyas se encuentran dentro de las áreas de conservación de Kingsweston y Trym Valley definidas por el Ayuntamiento de Bristol.
Gran parte de los jardines de Kings Weston House permanecen abiertos y están abiertos al público. 220 acres alrededor de la casa, incluidos Penpole Wood y Home Park, son propiedad del Ayuntamiento de Bristol y otros 90 acres, incluida la parte de la finca de Shirehampton Park, son propiedad del National Trust.
Los jardines se hicieron durante el siglo XVII tras la compra de la mansión por Sir Robert Southwell en 1679. Robert rediseñó con entusiasmo los jardines formales con la ayuda de John Evelyn. incluida la creación de parterre y jardines "silvestres", avenidas formales y el trazado de caminos a través del bosque. Edward, el hijo de Robert, continuó trabajando en el entorno paisajístico de la casa luego de la finalización del nuevo edificio alrededor de 1720. Bristol Record Office tiene una serie de dibujos que ilustran proyectos para mejorar los jardines. Esto incluyó la construcción de Penpole Lodge, la remoción de treinta pies de ladera de Kingsweston Hill y varios proyectos para "Longcombe". Los últimos muestran que Edward Southwell estaba extendiendo el paisaje diseñado hacia el sur para cubrir el área ahora conocida como Shirehampton Park.
Se sabe que Thomas Wright participó en el rediseño del paisaje junto a Edward Southwell III después del regreso de este último a Inglaterra desde el Grand Tour en 1762. Las cartas que ahora se encuentran en la Oficina de Registro de Bristol detallan una estrecha amistad entre Wright y su cliente.
En una entrada de su diario en 1783, John Wesley describió "los bosques de Lord Clifford en King's Weston" como "increíblemente hermosos: no he visto nada igual a ellos en el oeste de Inglaterra, y muy pocos en otras partes". Después de una visita posterior, señaló que la casa era "una de las más hermosas que he visto ... la perspectiva es excelente en todos los sentidos, dominando tanto la tierra como el agua". A principios del siglo XIX, la finca era famosa a nivel nacional por lo que un guía contemporáneo de los asientos de la nobleza llamó su perspectiva "exquisitamente hermosa y extraordinariamente extensa" hacia el norte a través del estuario del Severn hasta Gales y hacia el sur sobre el río Avon hacia el desfiladero de Avon. y Bristol . Fue el punto culminante de atracciones bien publicadas de complejos turísticos de moda como Bath, Clifton y Hotwells que regresaban a través de Kingsweston Hill, Blaise Castle Estate y Westbury on Trym . Jane Austen tiene personajes suyos que hablan de excursiones a la finca en Northanger Abbey y en Emma (pero en ambos casos el autor generalmente describe a esos personajes como tontos). También se convirtió en un destino popular para los artistas del Movimiento Romántico que atraen a artistas como James Muller, Francis Danby y Nicholas Pococke . Poetas como Robert Southey y Walter Savage Landor también visitaron y escribieron sobre el espectáculo de las vistas lejanas de Gales desde Kingsweston Hill y Penpole Point.
Gran parte del antiguo encanto de Kings Weston se ha visto eclipsado desde entonces por el desarrollo del suburbio industrial de Avonmouth al norte y la construcción de la urbanización Lawrence Weston en los años posteriores a la Segunda Guerra Mundial. Este deterioro ha supuesto  la pérdida de vistas debido a la falta de mantenimiento regular, lo que ocasiona que los árboles y arbustos sembrados por sí mismos inunden las laderas que antes estaban abiertas. Sin embargo, la sección de Shirehampton Park ha tenido mayor suerte, conservando las vistas hacia el desfiladero de Avon sin obstrucciones.

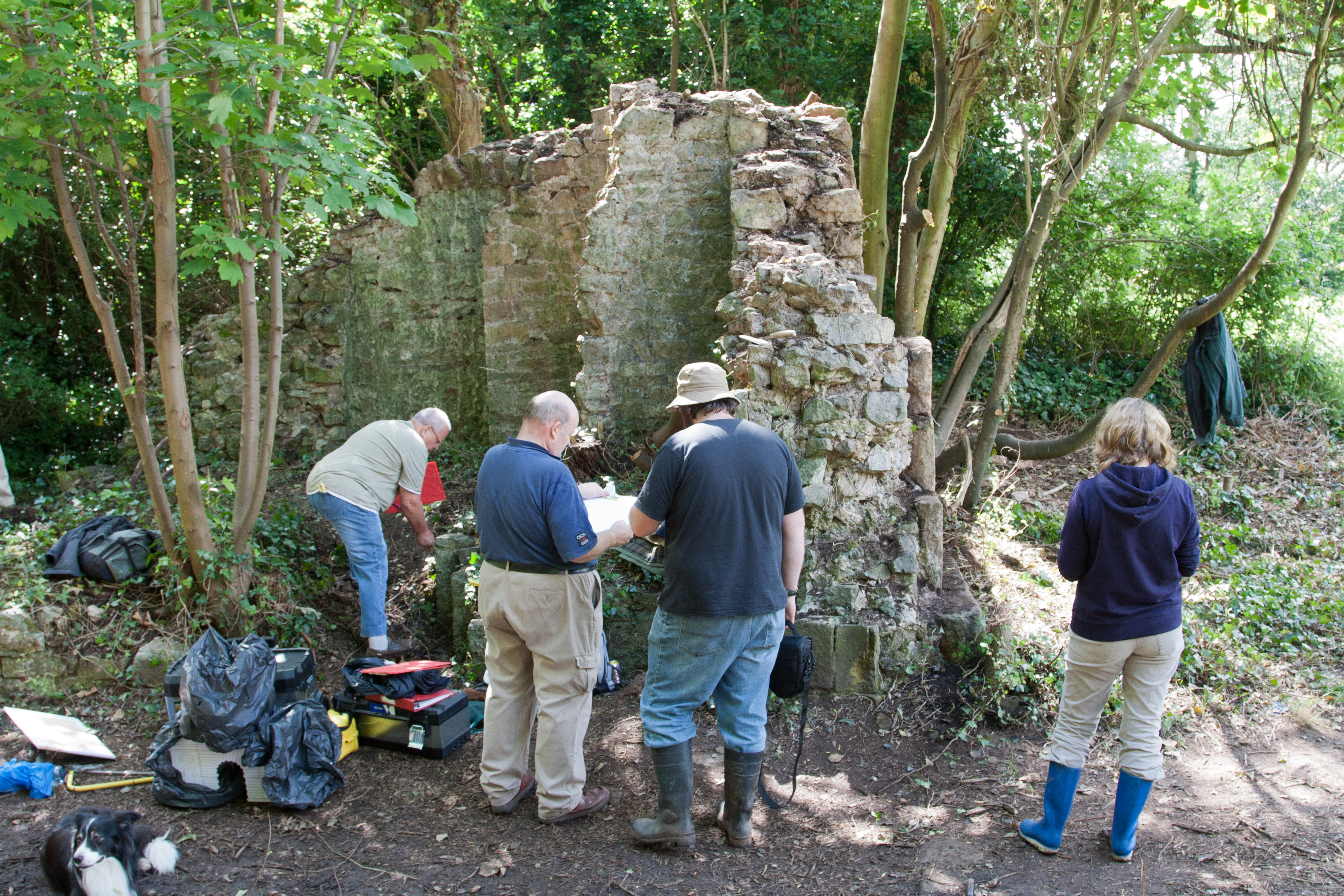
Voluntarios del Grupo de Acción Kings Weston registran las ruinas de Penpole Lodge en la finca Kings Weston

El Kings Weston Action Group o KWAG es una organización de voluntarios creada en abril de 2011 y centrada en la promoción, conservación y mejora del antiguo parque histórico que rodea a Kings Weston House en North Bristol .

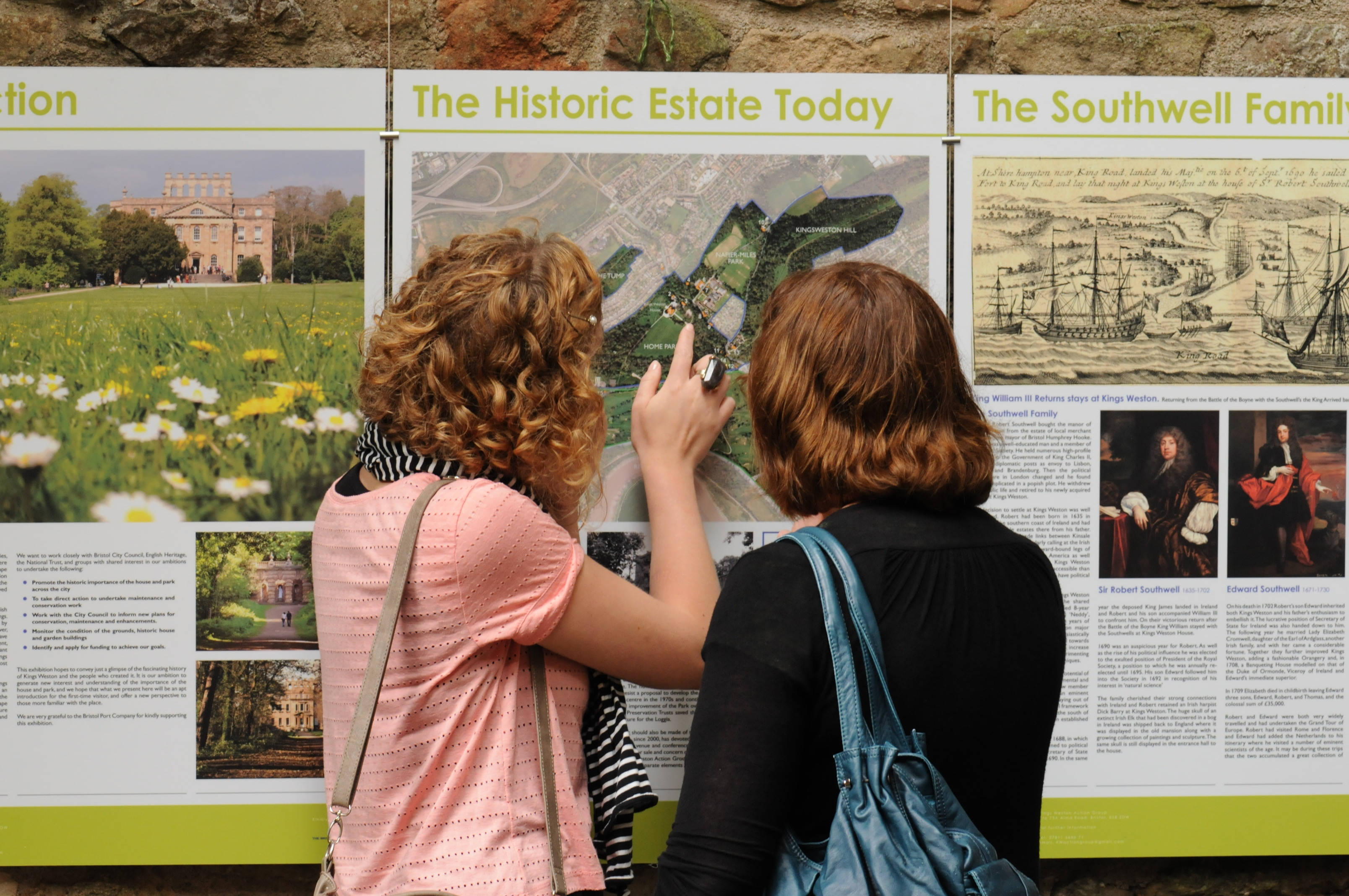
Una exposición de la historia de la finca de Kings Weston celebrada en el Echo en septiembre de 2011

El Grupo de Acción Kings Weston se creó para "proteger la propiedad y la casa de Kings Weston, luchar por su futuro y proteger su pasado". Fue formado por un grupo de voluntarios formado por gente local, usuarios del parque y profesionales interesados en la conservación del parque paisajístico histórico registrado de Grado II y la casa catalogada de Grado I.  El grupo se estableció después del anuncio de la venta de la casa catalogada como Grado I y el reconocimiento de que la condición de los terrenos ajardinados en la propiedad del Ayuntamiento de Bristol se encontraba en un estado avanzado de deterioro y con una necesidad urgente de conservación.

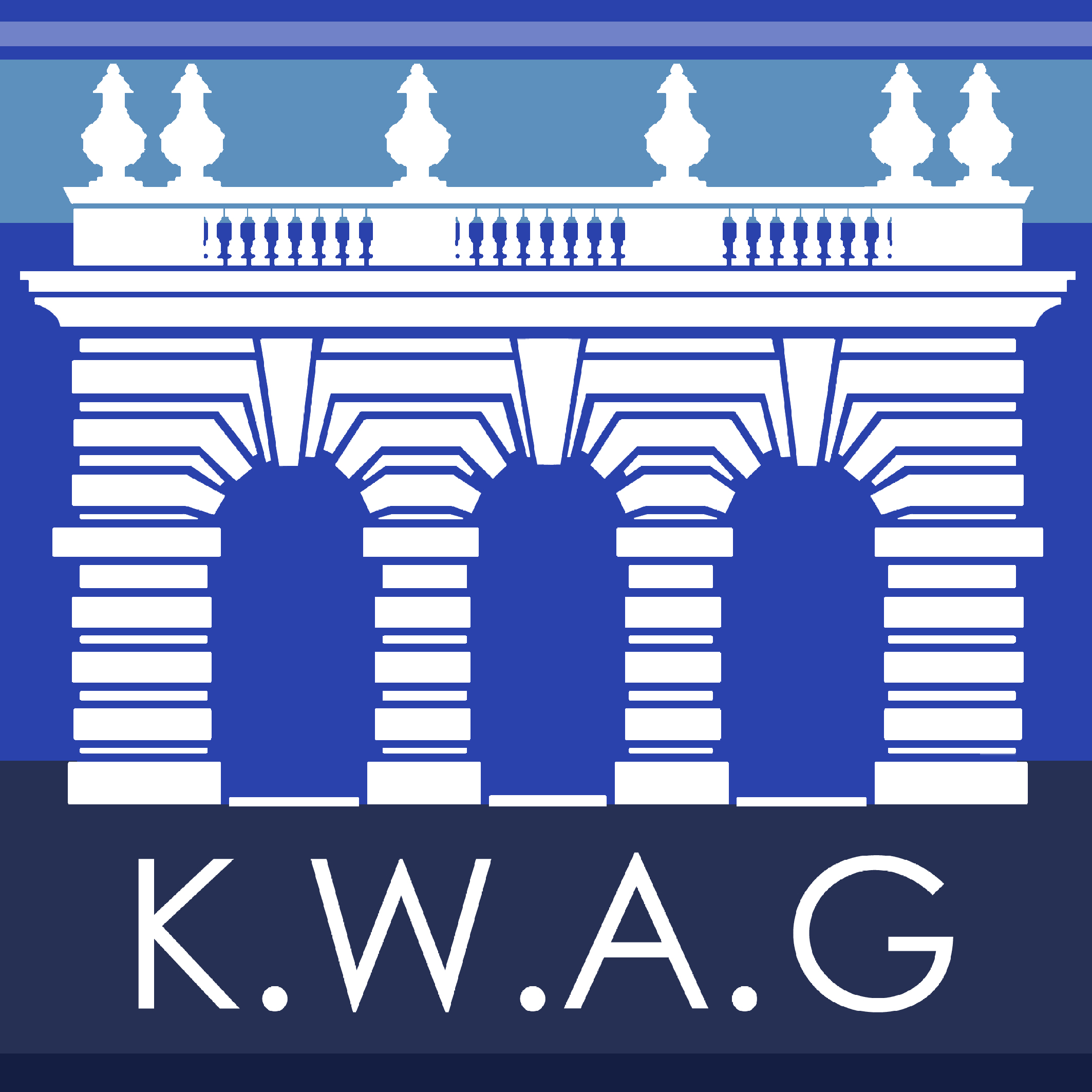
Logotipo del Kings Weston Action Group (KWAG), utilizando el contorno de 'The Echo', un pabellón diseñado por Sir John Vanbrugh

Los objetivos del grupo se establecieron inicialmente para presionar al Ayuntamiento para que diseñase un plan de conservación y gestión para la finca, monitorear los edificios de edificios y jardines catalogados como Grado I y obtener fondos para convertir los terrenos en un espacio verde de primera clase. para que todos disfruten. El Ayuntamiento encargó un nuevo plan de conservación tras la presión del Kings Weston Action Group y fue apoyado por una subvención del Bristol Buildings Preservation Trust en octubre de 2011.
KWAG se lanzó en la primavera de 2011 con un progarma que podría conducir a la recuperación de una estatua perdida y ha organizado una serie de exposiciones, eventos de aprendizaje y campañas. Desde enero de 2012, también organiza eventos mensuales de grupos de trabajo enfocados en tomar acciones directas para ayudar a conservar el patrimonio con el apoyo del Ayuntamiento de Bristol y el National Trust.
KWAG ha producido material de exhibición basado en sus descubrimientos. Se publicó información adicional en forma de guía a pie para promocionar la propiedad en 2012 y se lanzó en uno de los recorridos a pie habituales del grupo.
El grupo ha llevado a cabo varios proyectos de arqueología con el aporte de voluntarios, incluido un estudio geofísico en conjunto con la Universidad de Bristol y el registro de las ruinas de Penpole Lodge, un edificio perdido de Sir John Vanbrugh, junto con oficiales de South Gloucestershire. Consejo .